# Friedelehe
Friedelehe is de term voor een veronderstelde vorm van Germaanse huwelijk dat wordt gezegd te hebben bestaan tijdens de vroege middeleeuwen. Dit concept werd in de jaren 1920 door Herbert Meyer in de mediëvistiek geïntroduceerd. Er is enige controverse over de vraag of een dergelijke vorm van huwelijk, eigenlijk een quasi-huwelijk, heeft bestaan, maar historici die het hebben geïdentificeerd zijn het er wel over eens dat het een samenlevingsvorm was die niet door de Kerk werd geaccepteerd.

## Etymologie
De term Friedelehe betekent zoiets als "minnaarshuwelijk". Het moderne Duitse woord Friedel is afgeleid van het Oudhoogduitse friudil, hetgeen "minnaar" of "vrijer" betekent; dit is op zijn beurt afgeleid van frijōn dat "houden van" betekent (vergelijkbaar met het Nederlandse vrijen). Het Oudhoogduitse friudil was verwant aan het Oudnoorse fridl, frilla, het moderne Deense en Noorse frille "vrijer".
Friedel is samengevoegd met het Duitse woord Ehe "huwelijk", afgeleid van het Oudhoogduitse ēha of ēa "huwelijk", dat op zijn beurt teruggaat op ēwa, waarvan de betekenis (zoiets als) kosmische of goddelijke "wet" is. Een Oudhoogduitse vorm *friudilēha is tot nu toe nog niet geattesteerd, wat bijdraagt tot de controverse over de authenticiteit van de moderne term.

## Bepalende kenmerken van eenFriedelehevolgens Meyer
Volgens Herbert Meyer waren de bepalende kenmerken van een Friedelehe: 
- De man werd niet de wettelijke voogd van de vrouw, in tegenstelling tot de Muntehe, of huwelijk met bruidsschat.
- Het was gebaseerd op een consensuele overeenkomst tussen man en vrouw, dat wil zeggen dat beiden wensen deze verbintenis aan te gaan.
- De vrouw had dezelfde rechten als de man om een echtscheiding te vragen.
- Het werd meestal gesloten tussen koppels met een verschillende sociale status.
- Friedelehe stond niet synoniem voor polygynie, maar maakt het wel mogelijk.
- De kinderen uit een Friedelehe stonden niet onder het gezag van de vader, maar onder dat van de moeder.
- Kinderen uit een Friedelehe genoten van aanvankelijk volledige erfenisrechten; onder invloed van de toenemende invloed van de Kerk werd hun positie steeds meer verzwakt.
- Een Friedelehe kwam uitsluitend tot stand door de publieke overdracht van de bruid naar de woonplaats van de bruidegom en de consummatie van de verbintenis tijdens de huwelijksnacht; de bruid kreeg ook een Morgengabe.
- Een Friedelehe kon worden omgezet in een Muntehe (huwelijk met bruidsschat of voogdij), als de man vervolgens een bruidsprijs betaalde.

Misschien wel de bekendste historische figuur om te zijn geboren uit een Friedelehe was Karel de Grote die een groot deel van (West-)Europa onder zijn gezag bracht tijdens de middeleeuwen. De meeste historici zijn het erover eens dat hij op 2 april 742 werd geboren, toen zijn ouders, Pepijn de Korte en Bertrada van Laon, slechts door een privé-contract een verbintenis waren aangegaan, die niet als een wettelijke verbintenis werd  beschouwd; het koppel zou pas in 744 trouwen. Volgens Meyer werd de Friedelehe in de 9e eeuw door de Kerk onwettig verklaard in. Desalniettemin zouden restanten van deze vorm van huwelijk zijn blijven voortbestaan tot in de moderne tijd in de vorm van het morganatisch huwelijk. 
Naast de Friedelehe zou er in de middeleeuwen ook de eerder genoemde Muntehe, Kebsehe (concubinaat), Raubehe (ontvoering) en Entführungsehe (schaking) hebben bestaan.

## Kritiek op Meyers definitie
Volgens onderzoek uit de eerste jaren van de 21e eeuw, onder andere van Else Ebel, Karl Heidecker en Andrea Esmyol, stapelen de aanwijzingen zich op dat Friedelehe een kunstmatige constructie is, die voortkwam uit een gebrekkige interpretatie van de bronnen door Herbert Meyer. Andrea Esmyol heeft in het bijzonder de basisveronderstellingen van Meyers definitie weerlegd in haar dissertatie Geliebte oder Ehefrau? Konkubinen im frühen Mittelalter.
De volgende punten van kritiek zijn geuit:
- Nadat ze de Oudnoorse bronnen die door Meyer waren gebruikt had geïnspecteerd, kon Else Ebel zijn conclusies niet bevestigen. Ze uitte in het bijzonder als kritiek dat zijn aanhalingen uit hun context waren gerukt, waardoor hun betekenis werd vervormd.
- Volgens Andrea Esmyol zouden al de door Meyer aangehaalde teksten betrekking hebben op ofwel een concubinaat, ofwel een huwelijk met bruidsschat en dus niet tot het bestaan van een vrije vorm van huwelijk als een Friedelehe aantonen.
- Bovendien dateert het merendeel van de meestgebruikte bronnen van Meyer uit een tijd waarin, volgens Meyer zelf, de Friedelehe niet langer bestond.

Dat de theorie van Herbert Meyer toch decennia lang dominant was in dit onderzoeksveld, kan mogelijk worden toegeschreven aan de specifieke context waarin deze ontstond. Het ontstond in een periode (fin de siècle) die werd gekenmerkt door een zoektocht naar historische voorbeelden van een vrije(re) liefde. Later zag het nazi-regime erop toe dat deze theorie aandacht kreeg, aangezien deze zeer goed aansloot bij de nazi-ideologie van het promoten van het Germaans erfgoed en een hoger geboortecijfer (vgl. Lebensborn).